# Кізетеу
Кізетеу (рум. Chizătău) — село у повіті Тіміш в Румунії. Входить до складу комуни Белінц.
Село розташоване на відстані 372 км на північний захід від Бухареста, 38 км на схід від Тімішоари.

## Населення
За даними перепису населення 2002 року у селі проживали 888 осіб.
Національний склад населення села:
| Національність | Кількість осіб | Відсоток |
| -------------- | -------------- | -------- |
| румуни         | 856            | 96,4%    |
| угорці         | 20             | 2,3%     |
| німці          | 11             | 1,2%     |

Рідною мовою назвали:
| Мова      | Кількість осіб | Відсоток |
| --------- | -------------- | -------- |
| румунська | 857            | 96,5%    |
| угорська  | 20             | 2,3%     |
| німецька  | 11             | 1,2%     |